# Espadeiro
Espadeiro ist eine Rotweinsorte, die sowohl im spanischen Bereich Rías Baixas in Galicien als auch in Portugal angebaut wird. In Portugal ist sie für die Regionen Douro, Minho und Beira Litoral zugelassen und belegt dort eine Fläche von 2.387 Hektar. Bei der Espadeiro handelt es weniger um eine definierte Rebsorte, sondern eher um eine Familie:
- Die Spielarten tintas, vinhoes und souzoes, die alle einen tiefroten Wein ergeben.
- Die Spielarten Espadeira Mole und Espadeira da terra, die einen hellroten Wein ergeben.
- Es gibt auch eine Variante in rosé.

Die spätreifende Sorte ergibt Rotweine mit einem eigenwilligen Charakter.
Synonyme: Areal, Cinza, Espada oder Espadão, Farinhoto, Murço, Nevoeiro, Padeiro, Rorneiro Nero, Tinto dos Pobres